# Stefan Barbacki
Stefan Barbacki (ur. 1 września 1903 w Wieliczce, zm. 30 lipca 1979 w Poznaniu) – polski profesor nauk rolniczych w zakresie genetyki, hodowli roślin, doświadczalnictwa i biometrii

## Życiorys
Urodził się 1 września 1903 w Wieliczce, w rodzinie sędziego Jana i Zofii z domu Warchałowskiej. W latach 1913–1921 uczył się w V gimnazjum klasycznym w Krakowie. Studiował na Wydziałach Filozoficznym i Rolniczym Uniwersytetu Jagiellońskiego, gdzie utrzymał dyplom magistra inżyniera rolnictwa (1925). Na ostatnim roku studiów był asystentem profesora Edmunda Załęskiego, pioniera biometrii rolniczej w Polsce. Po studiach otrzymał etat asystenta w Dziale Hodowli i Genetyki Zbóż w Państwowym Instytucie Naukowym Gospodarstwa Wiejskiego w Puławach, w którym pracował przez kolejne 20 lat, awansując na stanowisko adiunkta w Dziale Roślin Pastewnych i Przemysłowych, a w 1944 na kierownika Działu Odmianoznawstwa. Stopień doktora otrzymał w 1929 na Uniwersytecie Jagiellońskim na podstawie rozprawy Z badań porównawczych nad odmianami pszenicy Sandomierką i Wysokolitewką, napisanej pod kierunkiem prof. Edmunda Załęskiego. W latach 1935–1936 przebywał jako stypendysta fundacji Rockefellera u  prof. Ronalda A. Fishera w Galton Laboratory Uniwersytetu Londyńskiego, gdzie odbył studia uzupełniające ze statystyki matematycznej i jej zastosowań w doświadczalnictwie i genetyce. W 1945 przeniósł się z Puław do Poznania, gdzie na Wydziale Rolniczo–Leśnym Uniwersytetu Poznańskiego uzyskał stopień doktora habilitowanego z zakresu genetyki i hodowli roślin. Wkrótce na tym wydziale objął stanowisko docenta i zastępcy profesora oraz kierownika nowo utworzonej, z jego inicjatywy, Katedry Doświadczalnictwa Rolniczego i Biometrii.  W 1948 otrzymał tytuł profesora nadzwyczajnego, a w 1954 został profesorem zwyczajnym. Na emeryturę przeszedł w 1973. 
Zmarł i został pochowany w Poznaniu na cmentarzu parafialnym na Sołaczu (kwatera św. Łukasza-20-16). 

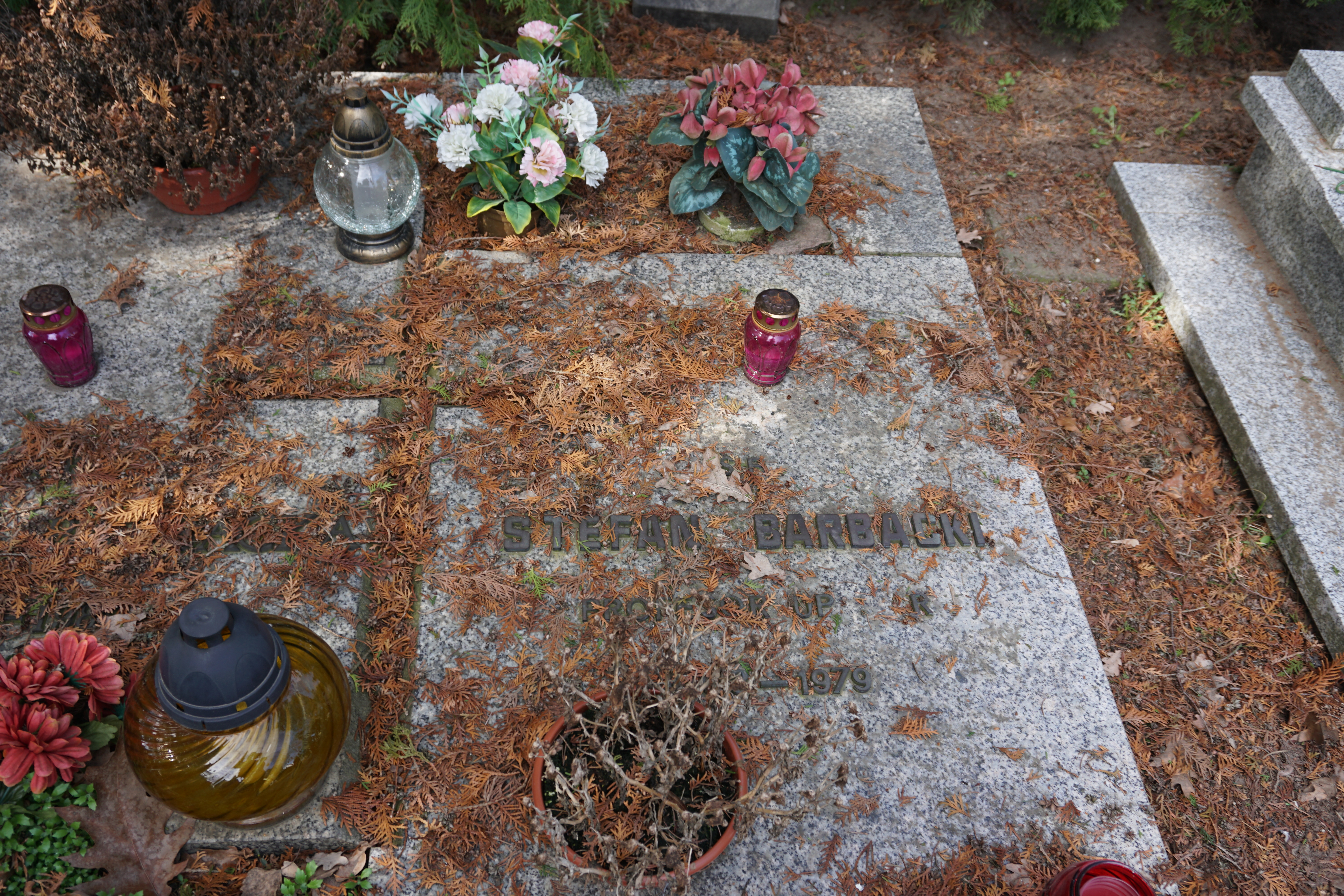
grób prof. Stefana Barbackiego na cmentarzu parafialnym św. Jana Vianneya w Poznaniu

## Udział w organizacji nauki
W 1938 jako wiceprzewodniczący sekcji metodycznej Komisji Współpracy w Doświadczalnictwie przy Ministerstwie Rolnictwa przyczynił się do powołania i rozpoczął redagowanie nowego czasopisma naukowego „Przegląd  Doświadczalnictwa  Rolniczego”.      
W latach 1948–1951 był dziekanem Wydziału Rolniczo–Leśnego Uniwersytetu Poznańskiego. Po wyodrębnieniu z Uniwersytetu Poznańskiego Wydziału Rolniczo-Leśnego i utworzeniu z niego w 1951 Wyższej Szkoły Rolniczej, został jej prorektorem do spraw nauki. Funkcję tę pełnił przez dwa lata. Jednocześnie kierował do 1970 Katedrą Genetyki i Hodowli Roślin, w którą w 1951 przekształcono istniejącą dotąd Katedrę Doświadczalnictwa Rolniczego i Biometrii.     
W 1954 w Poznaniu zorganizował Zakład Hodowli Roślin – nową placówkę Polskiej Akademii Nauk (PAN). W 1961 przyłączono do niego Zakład Genetyki PAN w Skierniewicach i przemianowano na Zakład Genetyki Roślin PAN (w Poznaniu, obecnie: Instytut Genetyki Roślin PAN). Zakładem tym kierował nieprzerwanie do 1973.    
Od 1947 był członkiem Polskiej Akademii Umiejętności. W 1952 został członkiem Polskiej Akademii Nauk. Był przewodniczącym Komitetu Hodowli i Uprawy Roślin Wydziału Nauk Rolniczych i Leśnych PAN.    
Przyczynił się do utworzenia Centralnego Ośrodka Badania Odmian Roślin Uprawnych, a następnie przez kilka lat przewodniczył jego Radzie Naukowej.    
Był aktywnym działaczem wielu towarzystw naukowych: prezesem (1961–1972) i wiceprezesem (1958–1961, 1972–1975) Poznańskiego Towarzystwa Przyjaciół Nauk, inicjatorem i prezesem Polskiego Towarzystwa Genetycznego, przewodniczącym Poznańskiego Oddziału Towarzystwa Przyrodników Mikołaja Kopernika (1955). Był redaktorem naczelnym czasopism naukowych „Przegląd Doświadczalnictwa”, „Genetica Polonica”, „Przegląd zagranicznej literatury naukowej z zakresu genetyki i hodowli roślin”. 

## Dorobek naukowy
Autor ponad 150 publikacji naukowych, w tym podręcznika „Doświadczalnictwo rolnicze” (1935), monografii „Analiza zmienności i współzależności w zagadnieniach doświadczalnictwa rolniczego” (1939) oraz pracy „Doświadczenia kombinowane” (1951). Zajmował się także genetyką jęczmienia i odmianoznawstwem pszenic (współautor obszernej monografii pszenic polskich). Pod jego kierownictwem prowadzono badania nad genetyką, hodowlą i uprawą łubinu oraz innych roślin pastewnych, strączkowych i traw. Był twórcą dwóch zasadniczych szkół: (1) obejmującej zagadnienia biologiczne (genetyka, hodowla, fizjologia, biochemia, uprawa) podstawy produkcyjności roślin pastewnych oraz (2) tzw. poznańskiej szkoły, dotyczącej zastosowań metod statystycznych w biologii i rolnictwie. Jest współautorem 6 odmian łubinów: białego – Kali (Biały Drobnonasienny), Przebędowski Średniowczesny i Przebędowski Wczesny oraz wąskolistnego: Obornicki, Różowy Pastewny i Szarak.
Wykształcił bardzo liczną kadrę specjalistów: wypromował 113 magistrów inżynierów rolnictwa, promował 32 doktorów nauk rolniczych i przyrodniczych, spośród, których 20 uzyskało stopień doktora habilitowanego, docenta i tytuł profesora.

## Wybrane publikacje
- Z badań nad jęczmieniem. Cz. I. Kilka zagadnień z zakresu zmienności i dziedziczenia cech morfologicznych. „Pamiętnik PINGW” 10, 1, s. 126–162, 1929.
- Z badań nad jęczmieniem. Cz. II. Zmienność i dziedziczenie niektórych cech fizjologicznych. Selekcyjna wartość cech. „Pamiętnik PINGW” 11, 2, s. 579–610, 1930.
- Z badań nad jęczmieniem. Cz. III. Zmienność i dziedziczenie zawartości azotu w ziarnie czystych linii i mieszańców. „Pamiętnik PINGW” 14, 1, s. 106–157, 1933.
- Ogólna metodyka doświadczeń polowych w zarysie. Biblioteka Puławska 12, Puławy 1935, s. 1–116.
- A test of the supposed  precision  of  systematic  arrangements. „Annals  of  Eugenics” 7, s. 189–193, 1936 (wsp. R. A. Fisher).
- Pszenice polskie (opis odmian z kluczem do oznaczania). Biblioteka Puławska 15, Puławy 1937, VII–X: 1–163 (wsp. S. Lewicki, K. Mieczyński, A. Słaboński).
- Dalsze badania nad dziedziczeniem i zmiennością zawartości azotu w ziarnie jęczmienia. „Rocz. Nauk Rol.” 49, s. 267–315, 1947.
- Doświadczenia kombinowane. „Post. Wiedzy Rol.” 2, 4, s. 110–137, 1950.
- Łubin. Warszawa, PWRiL Warszawa 1952.
- Variability in Lupinus albus. „Genetica Polonica” 1, s. 61–101, 1960 (wsp. E. Kapsa).
- Łubin pastewny. PWRiL Warszawa 1972.
- Transgressions in barley (Hordeum sativum Jess). 7a. Transgressions of F6 and F7 hybrids from the cross Burea x Brown. „Genetica Polonica” 19, 4, s. 403–421, 1978 (wsp. T. Caliński, M. Surma, G. Kurhańska, T. Adamski, Z. Kaczmarek, A. Dobek, A. Karczewska, S. Jeżowski).

## Ordery i odznaczenia
- Krzyż Oficerski Orderu Odrodzenia Polski (19 lipca 1954)[15]
- Złoty Krzyż Zasługi (22 lipca 1951)[16]
- Medal 10-lecia Polski Ludowej (14 stycznia 1955)[17]

## Nagrody
- Państwowa Nagroda Naukowa I stopnia w dziedzinie nauk rolniczo-leśnych za prace nad łubinem pastewnym, a w szczególności nad łubinem białym (29 lipca 1950)[18]

## Upamiętnienie
- Z inicjatywy Instytut Genetyki Roślin PAN w Poznaniu ustanowiono w 1994 Krajową Nagrodę Naukową z Zakresu Genetyki Roślin im. Stefana Barbackiego[9][19].
- Na skwerze przed budynkiem Collegium im. Cieszkowskich Uniwersytetu Przyrodniczego w Poznaniu, ul. Wojska Polskiego 71 stoi głaz o wysokości 120 cm i obwodzie 300 cm z polem inskrypcyjnym 87x63, odsłonięty 29 czerwca 1987 o treści Pamięci Stefana Barbackiego (1903–1979) profesora zwyczajnego, członka Polskiej Akademii Nauk, współtwórcy Akademii Rolniczej w Poznaniu, twórcy Akademii Rolniczej w Poznaniu, twórcy polskiej szkoły genetyki, hodowli roślin i biometrii, wybitnego uczonego, humanisty nauczyciela i wychowawcy[20].